# Central Lake
Central Lake é uma vila localizada no estado americano de Michigan, no Condado de Antrim.

## Demografia
Segundo o censo americano de 2000, a sua população era de 990 habitantes.
Em 2006, foi estimada uma população de 986, um decréscimo de 4 (-0.4%).

## Geografia
De acordo com o United States Census Bureau tem uma área de
3,1 km², dos quais 2,7 km² cobertos por terra e 0,4 km² cobertos por água. Central Lake localiza-se a aproximadamente 188 m acima do nível do mar.

## Localidades na vizinhança
O diagrama seguinte representa as localidades num raio de 24 km ao redor de Central Lake.